# أكبرية

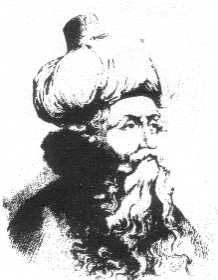

طريقة صوفية تنتشر في مصر، وتنتسب إلى الإمام الشيخ محيي الدين بن عربي الملقب بالشيخ الأكبر 638هـ, ومبنى طريقته على أربع خصال وهي : الصمت والعزلة والجوع والسهر والتفصيل في كتاب الحلية للشيخ الأكبر [ ص 176 – 177 ], ولها ثلاث صفات:الصبر على البلاء, والشكر على الرخاء, والرضا بالقضاء.

## سند الطريقة
```
                
محمد صلى الله عليه وآله وسلم

                        |
                  
علي بن أبي طالب

        -------------------------------------     
        |         |            |            |
      
كامل
   
إمام حسين
     
إمام حسن
      
حسن البصري

                  |                         |
             
زين العابدين
              
حبيب العجمي

                  |                         |             
             
محمد الباقر
               
سليمان داوؤد

                  |                         |            
             
جعفر الصادق
                    |  
                  |                         |
             
موسى الكاظم
                    |
                  |                         |    
             
علي الرضا
                     |
                  |                         |
                  ---------------------------
                                  |
                          
معروف الكرخي
              
                                  |            
                           
سري السقطي
               
                                  |            
                           
جنيد البغدادي
             
                                  |
                        
أبو بكر عبد الله شبلي

                                  |
                          
عبد الواحد التميمي

                                  |
                         
أبو الفرج الطرسوسي

                                  |
                        
أبو الحسن علي الهكاري

                                  |
                      
أبو سعيد علي المخزومي

                                  |
                          
عبد القادر الجيلاني

                                  |
                     ------------------------------
                     |                            |
             
ولده عبد الرزاق
[
1
]
           
أبو سعود ابن الشبلي
[
2
]

                     |                            |
                     ----- 
محيي الدين ابن عربي
 ----
```